# 25312 Asiapossenti
25312 Asiapossenti este un asteroid din centura principală de asteroizi.

## Descriere
25312 Asiapossenti este un asteroid din centura principală de asteroizi. A fost descoperit pe 22 decembrie 1998 la Colleverde de Vincenzo Silvano Casulli. Asteroidul prezintă o orbită caracterizată de o semiaxă mare de 3,22 ua, o excentricitate de 0,10 și o înclinație de 13,2° în raport cu ecliptica.